# The Saint (téléfilm)
Pour les articles homonymes, voir Le Saint.
Pour plus de détails, voir Fiche technique et Distribution.
The Saint est un téléfilm policier américain réalisé par Ernie Barbarash , diffusé en 2017 à la télévision.

## Synopsis
Simon Templar, voleur hors pair surnommé le Saint, se fait engager par un riche banquier pour retrouver sa fille kidnappée. Mais les apparences sont parfois trompeuses. Roger Moore, qui avait interprété Simon Templar dans la série originale entre 1962 et 1969, joue ici le rôle de Jasper. Alors que Ian Ogilvy, qui avait remplacé Moore dans la télésérie Le Retour du Saint en 1978 et 1979, interprète Xander le banquier.

## Fiche technique
- Titre original : The Saint
- Réalisation : Ernie Barbarash
- Scénario : Jesse Alexander et Tony Giglio, d'après le personnage créé par Leslie Charteris
- Direction artistique : Denny Dugally et Sorin Dima
- Décors : Eddie Matazzoni
- Costumes : Lizz Wolf et Oana Draghici
- Photographie : Paul M. Sommers et Viorel Sergovici
- Son : Neal Acree
- Montage : Henk Van Eeghen et Michael Purl
- Musique :
- Production : Amy Krell, Kyle A. Clark, et Lina Wong
- Société de production : Motion Picture Corporation of America et Silver Screen Pictures
- Société de distribution :
- Pays d’origine :  États-Unis
- Langue : anglais
- Format : Couleurs - 35 mm - 1.78:1 - Son Dolby numérique
- Genre : policier
- Durée : 91 minutes
- Dates de diffusion :

 États-Unis : 11 juillet 2017
 Belgique,  France,  Québec,  Suisse : 10 août 2017 sur Netflix

## Distribution
- Adam Rayner (VF : Damien Boisseau) : Simon Templar
- Eliza Dushku (VF : Barbara Delsol) : Patricia Holm
- Yani Gellman (VF : Damien Ferrette) : Doyle Cosentino
- Enrique Murciano (VF : Olivier Jankovic) : l'inspecteur Fernack
- Roger Moore (VF : Jean-Pierre Leroux) : Jasper
- Ian Ogilvy (VF : José Luccioni) : Xander, le banquier
- James Remar (VF : Jean Barney) : Arnie Valecross
- Thomas Kretschmann (VF : Nicolas Marié) : Rayt Marius
- Beatrice Rosen (VF : Laëtitia Lefebvre) : Katherine Valecross
- Greg Grunberg (VF : Jean-François Aupied) : l'agent Garces
- Alec Secăreanu : Bashir

Version française
- Adaptation : Yannick Ladroyes

## Commentaires
- Le téléfilm est à l'origine le pilote d'une éventuelle nouvelle série mettant en scène Simon Templar[4].
- Le tournage a lieu en 2013. Certaines scènes sont ajoutées en 2015 et tournées en Roumanie pour rallonger le pilote en téléfilm[5].
- Dans les romans de Leslie Charteris, Simon Templar a une compagne, Patricia Holm. Elle a toujours été occultée des adaptations à l'écran et apparaît ici interprétée par Eliza Dushku. Une seule fois auparavant, on vit le personnage au cinéma sous les traits de Jean Gillie dans le film The Saint Meets the Tiger de Paul Stein en 1943, dans lequel Hugh Sinclair est Templar.
- Certains sites internet créditent Simon West comme réalisateur, il est un des producteurs exécutif au même titre que Brad Krevoy, Papa Doug Manchester, James Townsend, Romain Viaris, Michele Buck, Jesse Alexander et le fils de Roger Moore, Geoffrey Moore.
- Roger Moore et Ian Ogilvy, qui tiennent ici des rôles secondaires, ont précédemment incarné Simon Templar dans les séries Le Saint et Le Retour du Saint. Ce téléfilm constitue l'ultime apparition de Roger Moore et le téléfilm lui est dédié. Le comédien a accepté de participer à ce projet car son fils Geoffrey Moore en était l'un des producteurs[6].
- Erreur de montage dans la dernière scène, le personnage joué par Ian Ogilvy est menotté, mais dans la scène suivante, lorsqu'il rentre dans la voiture de police, il écarte les bras!
- Le personnage de Rayt Marius, interprété par  Thomas Kretschmann [7]est un ennemi du Saint dans les premiers romans de Leslie Charteris, Le Saint et le dernier héros  ("The Last Hero")[8] et L'héroïque aventure ("Knight Templar")[9].
- Le milliardaire et politicien républicain Doug Manchester joue son propre rôle dans le téléfilm, il fut nommé ambassadeur aux Bahamas après l'élection de Donald Trump.